# Université de commerce international et d'économie de Shanghai
Pour les articles homonymes, voir Université de commerce international et d'économie.
L'Université de commerce international et d'économie de Shanghai (上海对外经贸大学, Shanghai University of International Business and Economics, SUIBE), anciennement Institut du commerce extérieur de Shanghai (上海对外贸易学院, Shanghai Institute of Foreign Trade, SIFT) est une université publique de Shanghai, en Chine.

## Présentation
Seule institution d'enseignement supérieur pour le commerce extérieur dans l'Est de la Chine (Huadong), SIFT possède une longue histoire dans l'enseignement du commerce avec ses traits distinctifs et une supériorité traditionnelle.
SIFT possède un corps enseignant qui est bien ancré dans les théories spécialisées du commerce international, étroitement lié avec les milieux des affaires en Chine et à l'étranger, et riche d'expériences dans l'enseignement. Surtout ces dernières années, l'institut a monté un groupe d'élite de jeunes enseignants et d'âge moyen, qui ne cessent de mettre de nouvelles idées dans leur travail et tracent de nouveaux chemins. Ils suivent de près les réalisations de pointe dans l'économie internationale et le commerce, emploient des moyens modernes d'enseignement, et sont compétents dans l'enseignement bilingue.
Depuis plus de quarante-six ans, l'institut a fourni pour le pays un grand nombre de professionnels de haut niveau dans le domaine du commerce international, de nombreux sont ainsi devenus l'épine dorsale des entreprises multinationales ou étrangères, en donnant pleinement libre cours à leurs talents dans le domaine du commerce international et des entreprises.
Depuis le milieu des années 1990, avec l'ouverture de la Chine sur le reste du monde, l'institut a fait des ajustements en temps voulu dans ses disciplines universitaires et ses cours spécialisés pour répondre aux besoins du développement économique et social à la fois à Shanghai mais aussi dans toute la Chine. SIFT a maintenant achevé sa mise à niveau d'un collège mono-disciplinaire principalement orienté dans le domaine du commerce extérieur vers un établissement d'enseignement supérieur pluridisciplinaire, offrant des cours complets sur les affaires et une formation approfondie pour les différentes compétences spécialisées telles que la manipulation du commerce des produits de base, le commerce de services, et le commerce lié à la propriété intellectuelle. La construction du campus de Songjiang de l'institut a été achevée en 2003. Il prévoit de meilleures pour le transfert des principales activités d'enseignement depuis l'ancien campus de Gubei. En 2004, SIFT atteint un effectif de 10 000 étudiants, qui manifeste des progrès substantiels pour la première étape de son développement.
De nos jours, l'institut s'engage dans la réalisation de ses objectifs de développement dans la planification de son développement stratégique pour la période 2004-2010. Il s'efforce d'intensifier sa gestion interne et de l'administration afin de construire une université socialiste de renommée mondiale, se classant parmi les meilleures universités nationales dans le domaine de l'enseignement commercial et de la recherche.

## Administration actuelle
Wang Xinkui, Président 
Xia Siyun, Secrétaire adjoint du Parti
Lou Wei, Secrétaire adjoint du Parti et Vice-Président
Ye Xingguo, Vice-Président 
Yu Guanghong, Vice-Président 
Xu Xiaowei, Vice-Président

## Histoire
L'institut du commerce extérieur de Shanghai a été fondé pour la première fois en 1960. Pionnier dans l'établissement d'un université, l'institut a par la suite été suspendu puis ré-établi. Plus récemment, la création du nouveau campus de Songjiang constitue une étape importante dans l'histoire de l'institut et dans sa quête d'excellence.
- 1960 - Le Comité municipal du Parti communiste chinois publie un document officiel, ratifiant l'établissement de l'Institut du commerce extérieur de Shanghai, qui est basé sur le Département des langues étrangères pour le commerce extérieur de l'Institut des langues étrangères de Shanghai. Le Bureau des études supérieures approuve officiellement le transfert de juridiction du Département des langues étrangères pour le commerce extérieur vers l'Institut du commerce extérieur de Shanghai.
- 1962 - En accord avec le Conseil des affaires de l'État de la République populaire de Chine, l'institut est interrompu. Ses programmes de premier cycle sont intégrés à l'Institut des langues étrangères de Shanghai et ses cours préparatoires au Collège junior pour les finances publiques de Shanghai.
- 1964 -  Le Conseil des affaires de l'État ratifie la reprise de l'institut.
- 1972 - à cause de la Révolution culturelle, l'institut est fermé pour la seconde fois et fusionné avec l'Institut des langues étrangères de Shanghai.
- 1976 - La bande des quatre rouvre une fois de plus l'institut.
- 1984-1987 - À partir des quatre spécialités originelles, nommées Commerce extérieur, Anglais pour le commerce extérieur, Japonais pour le commerce extérieur et Français pour le commerce extérieur, et à la suite de l'approbation de la Commission d'État sur l'éducation et du Ministère des relations économiques et du commerce extérieur, cinq nouvelles spécialités et deux nouveaux Masters sont ajoutés au programme de l'institut. Les spécialités sont l'Administration des affaires et Droit international économique (1987), la Coopération économique internationale (1986), la Comptabilité financière (1987) et un Diplôme de second degré en commerce extérieur (1987). Les deux programmes de Masters sont Commerce international et Anglais (1985).
- 1990 - La cérémonie du 30e anniversaire de la fondation de l'institut a lieu le 11 octobre. Li Lanqing, vice-Ministre des relations économiques et du commerce extérieur, et Xe Lijuan, vice-Maire de Shanghai, parmi d'autres, envoient des lettres et télégrammes de félicitations à cette occasion. La cérémonie est suivi par plusieurs personnages importants, tels que Zhao Chongde, ancien vice-Ministre des relations économiques et du commerce extérieur, Hu Luyi, Secrétaire adjoint du Comité du Parti de la Commission municipale de Shangahi sur l'éducation, Hua Yequan, Secrétaire adjoint du Comité du Parti de la Commission municipale de Shanghai sur l'économie et le commerce extérieur. Sous l'approbation de la Commission d'État sur l'éducation, le programme de Diplôme en commerce extérieur commence cette même année.
- 1993 - Li Lanqing, membre du Bureau politique du Comité central du Parti communiste chinois et vice-Ministre des relations économiques et du commerce extérieur, écrit une dédicace à Maoyuan Bao (Communiqué de l'Institut) à la veille de la publication de sa 100e parution. Suivant l'esprit du Document n ° 112, délivré par le Ministère des relations économiques et du commerce extérieur, l'Institut prend des mesures concrètes pour accélérer l'élaboration de programmes pour la spécialité Administration des affaires internationales. Li Guohua, adjoint au Ministre des relations économiques et du commerce extérieur, ainsi dans les départements du personnel, de l'éducation et du travail dans le même ministère, envoie un télex de félicitation pour la création du Fonds mixte de développement de l'enseignement de l'institut à l'occasion du 33e anniversaire de l'institut.
- 1994 - Suivant les recommandations de l'Institut, le Département du commerce extérieur et de l'économie est renommé en Département n°1 du commerce international ; le Département de la coopération économique internationale est renommé Département n°2 du commerce international ; le Département des langues étrangères pour le commerce extérieur est renommé par Département des langues étrangères pour les affaires internationales ; le Département de management des entreprises internationales devient le Département d'administration des affaires internationales ; la Division d'éducation continue est renommée en Centre d’éducation continue ; la Division des sciences de l'éducation, la Division de l'éducation physique et les Divisions de la langue chinoise sont incorporées dans la Faculté intégrée des sciences sociales de l'éducation (qui est baptisée le 5 mai Faculté de l'éducation de base) ; et finalement le Centre de studio audiovisuel et informatique est fusionné avec le Centre d'enseignement de l'informatique et de l'audiovisuel. Un mémorandum remis à l'institut est signé par Li Guohua, vice-ministre des relations économiques et du commerce extérieur, et Xe Lijuan, adjoint au maire de la municipalité de Shanghai. À partir du 1er septembre, tout en restant sous la tutelle du Ministère des relations économiques et du commerce extérieur et de la Commission municipale de Shanghai sur les relations économiques extérieures et du commerce dans ses activités opérationnelles, la compétence de l'institut est transférée du Ministère des relations économiques extérieures et du commerce vers la municipalité de Shanghai. Le bureau des études supérieures de Shanghai approuve la mise en place de la spécialité Financement des entreprises ; le Ministère des relations économiques extérieures et du commerce approuve l'ouverture des spécialités de Comptabilité et Marketing.
- 1995 - Un programme pour l'élaboration des cursus à long terme est formulé, et l'ajout de nouvelles spécialités est prévu. La mise en place de deux programmes de premier cycle en Finance internationale et en Économie financière est approuvée, et l'inscription à ces deux formations est prévue en 1996. en coopération avec l'américain EDC Corporation, l'École de Finance Mao-De-Shen de l'Institut de commerce extérieur est initiée. Le 10 novembre, un accord pour créer l'École d'Anglais et des affaires de l'institut en Californie est signé par l'Institut, l'Université américaine de la communauté de West Valley et l'entreprise d'investissement et de management Jinghua à Singapour. Pour garantir l'implantation du planning global pour la réforme et le développement de l'université, le Comité du Parti de l'institut décide, après délibération le 15 mars, à partir des cinq département originels, de la faculté et du centre, des préparations sont lancées pour la création d'une École des affaires, d'une École de langues, d'une École de finance, d'une École de droit et d'une École d'éducation continue. Les cinq écoles sont officiellement lancées le 11 octobre au cours des célébrations du 35e anniversaire de l'institut.
- 1996 - Approuvés par les hautes autorités, les trois nouveaux programmes en Finance internationale, Économie d'investissement et Droit économique international (orienté sur la législation du commerce) ouvrent leurs portes. Le travail préparatoire au recrutement des spécialités Guide touristique international et Transport international est terminé. La Commission municipale de Shanghai sur l'éducation approuve l'Économie mondiale en vertu de la spécialité Commerce international et l'Anglais des affaires en vertu de la spécialité Anglais des affaires internationales dans l'institut, afin qu'ils soient placés dans la troisième phase du Développement municipal des cursus clé. Le Comité municipal des diplômes universitaires approuve le Droit (discipline de premier ordre) et Doit économique international (Discipline de second ordre) à l'institut afin qu'ils deviennent des programmes de Master. Les préparations pour la création d'un Centre collégial de stage à Shanghai pour les Affaires internationales sont pratiquement achevés. Un système de crédits est introduit pour les élèves admis en 1996 dans les programmes des diplômes, les programmes de baccalauréat et programmes de second cycle.
- 1997 - La cérémonie d'inauguration du Centre collégial de stage de Shanghai pour les Affaires étrangères se déroule dans l'institut. Zheng Ningde, président de la Commission municipale pour d'éducation annonce la création du centre et avec Zhao Xiaoding, Secrétaire adjoint du Comité municipal de Shanghai du Parti pour les relations économiques extérieures et le commerce, révèle une plaque commémorative sur le Centre.
- 1998 - Après approbation de la Commission municipal de Shanghai pour l'éducation, l'École des affaires internationales de SIFT-RMIT est créée, le fruit de trois années de coopération et d'échanges universitaires entre la spécialité Affaires internationales du SIFT et de l'Université RMIT, en Australie. Le 20 octobre, la cérémonie d'ouverture a lieu pour les étudiants en Master Finance et Financement des entreprises, un programme en coopération entre le SIFT et le Collège Douglas, au Canada. Il s'agit du premier programme sino-étranger pour un diplôme de premier cycle au SIFT.
- 1999 - Accompagné de Chen Zhili, Ministre de l'éducation, et Gong Xueping, Secrétaire adjoint du Comité municipal de Shanghai du Parti communiste chinois, Li Lanqing, membre du Comité du Bureau politique du Comité central du Parti communiste chinois et vice-Premier ministre du Conseil de l'État, conduit une visite d'inspection de l'institut. La tentative de création de programmes coopératifs sino-australiens porte ses fruits. Le 1er avril, du premier diplôme SIFT-RIM de l'École internationale des affaires sont ouverts. Le 14 décembre, le second diplôme SIFT-RIM est lancé et une cérémonie de signature de coopération a lieu pour officialiser le programme conjoint SIFT-RIM en Transport et logistique.

### XXIesiècle
- 2000 - Le 5 juin deux programmes clé de recherche commandés par le SIFT sous le programme municipal des sciences sociales par la Commission municipale de Shanghai pour l'éducation, « Analyse des caractéristiques, des manuels et de la pédagogie des affaires internationales » et « Enquête par questionnaire de la compétence en Anglais des affaires de la part des professionnels shanghaiens en économie extérieur et commerce », sont évalués pour devenir prioritaires au niveau national et sont acceptés par le Groupe d'évaluation de la Commission municipale de Shanghai sur l'éducation. Le 24 juillet, deux spécialités clé de l'institut conférés par la Commission municipale de Shanghai sur l'éducation - Affaires internationales et Anglais des affaires internationales - sont revus et acceptés par le Groupe d'évaluation des disciplines clé de la Commission municipale de Shanghai sur l'éducation.

Le 26 août, la cérémonie d'avant-garde pour la construction du nouveau campus de Songjiang a lieu. Avec un investissement total de 400 millions de yuans, la surface totale des infrastructures avoisine les 100 000 m2. Le nouveau campus moderne composé de constructions harmonieuses et d'espaces verts doit être terminé pour 2003.
Le 11 octobre, la cérémonie célébrant le 40e anniversaire de l'institut a lieu. Shi Guangsheng, Ministre des relations économiques étrangères et du commerce, Xu Kuangdi, maire de Shanghai, Gong Xueping, Secrétaire adjoint du Comité municipal de Shanghai du Parti communiste chinois, Zhou Muyao, vice-maire de Shanghai, parmi d'autres, envoient des messages de félicitation. La cérémonie est suivie par plus de 500 officiels locaux et étrangers, dont Hy Zhengchang, vice-président du Comité de la municipalité de Shanghai au Congrès populaire.
Le 3 novembre, le premier Congrès de l'institut du Parti communiste chinois a lieu. Le congrès décide d'orienter l'institut vers l'international.
- 2001  - Le 6 juin, Li Lanqing, membre du Comité du bureau politique du Comité central du Parti communiste chinois et vice-premier ministre du Conseil d'État, accompagné de Huang Ju, membre du Bureau politique du Comité central du Parti communiste chinois et Secrétaire du Comité municipal de Shanghai du Parti, et Xu Kuangdi, maire de Shanghai, inspectent le chantier du campus de Songjiang. Les dirigeants du SIFT informent l'équipe d'inspection de l'avancement du projet de construction du nouveau campus.

En octobre, 2 000 nouveaux étudiants investissent l nouveau campus de Songjiang.
L'accord sur des programmes coopératifs d'expansion sont signés entre le SIFT et l'Université du Lancashire central, en Angleterre. Le programme Anglais des affaires internationales est conjointement lancé et devient le premier du genre en Chine. Ce programme est franchisé et validé par l'Université du Lancashire central. Un accord d'échange de recherches sur l'OMC et un mémorandum de programmes coopératifs est signé entre le SIFT et l'Université Kokushikan au Japon et le Collège Douglas au Canada. Un accord visant à mettre en place un programme d'études supérieures en droit commun est signé entre l'École de droit du SIFT et l'Université de Canberra en Australie.
- 2002  - La construction du bâtiment administratif, de l'Hôtel Riverside et du Centre des étudiants est terminée sur le campus de Songjiang. Le nombre d'étudiants sur le nouveau campus passe à 4 000, dépassant pour la première fois le campus de Gubei. La faculté d'éducation basique, la Section du service technique, la bibliothèque, le Bureau des affaires étudiantes, la logistique et la Section sécurité sont transférés sur le campus de Songjiang.

L'après-midi du 18 juin, le début du programme conjoint entre le SIFT et le Canada commence à l'hôtel Rainbow. En tant que première étape des échanges et de la coopération internationaux, le SIFT, pour la première fois, offre une possibilité de cursus à l'étranger pour des étudiants sélectionnés, pour aller en Australie et les crédits étrangers sont reconnus par le SIFT.
Gong Xueping, vice-président du Comité de la municipalité de Shanghai au Congrès populaire, est invité à présider la cérémonie d'accueil des étudiants admis en 2002.
Le 18 octobre, la cérémonie d'ouverture de l'École pour la recherche sur l'OMC et l'Éducation, la première de ce genre en Chine, se tient sur le campus de Songjiang. Qiang Weichang, vice-président de la Conférence consultative politique du peuple chinois, révèle la plaque commémorative de l'école. Long Yongtu, vice-ministre des relations économiques étrangères et du commerce, et Jiang Yiren, vice-maire de Shanghai, participent également à la cérémonie.
Le 21 octobre, les experts du Comité d'évaluation de la Commission municipale de Shanghai pour l'éducation auditent les programmes de premier cycle du SIFT. Le groupe d'experts déclare que l'objectif de développement de l'institut a été bien ciblé et distinct de ses caractéristiques, que le système d'assurance de la qualité de l'enseignement est innovant, et que le système de gestion de fichiers a été mis aux normes.
- 2003  - Le 26 juin, une cérémonie a lieu sur le campus de Songjiang pour les premiers diplômés (2000-2003) du programme conjoint SIFT-UClan (Anglais des affaires internationales).

Le nombre de spécialités dans l'institut passe de 19 à 26. Les sept nouvelles spécialités sont Administration des affaires (orienté sur la gestion des ressources humaines), Économie (orienté sur les affaires internationales, un programme sino-australien pour les diplômés du second degré), Anglais (orienté sur la traduction et l'interprétation), Anglais (orienté vers le reporting des actualités économiques internationales), voyage et tourisme (orienté vers la gestion d'exposition internationale), Finance (orienté vers l'assurance) et Droit (orienté vers la gestion administrative).
Début août, l'Institut est récompensé par le titre d'Unité modèle de Shanghai avec un haut niveau culturel et idéologique.
Wen Jiabao, membre du Comité permanent du bureau politique du Parti communiste chinois du Comité central du Parti communiste chinois et Premier ministre du Conseil d'État, accompagné de Chen Liangyu, Secrétaire du Comité municipal de shanghai du Parti, et Han Zheng, maire de Shanghai, font une visite d'inspection de l'Institut au matin du 29 août. Devant environ 10 000 professeurs et étudiants, Pi Nai'an, Secrétaire du Comité du SIFT du Parti, et Wang Xinkui, Président de l'Institut, accordent à Wen un chaleureux accueil.
- 2004  - Le Comité du Parti de l'Université convoque une réunion élargie, garantissant que la création et la bonne application du Plan de développement de l'Institut pour 2004-2010 sera la clé de la réception de l'évaluation du premier cycle par le Ministère de l'Éducation. En vertu des principes d'enseignement, l'Université doit améliorer la qualité globale de l'éducation, et faire de grands efforts pour éliminer tout recul majeur qui pourrait nuire à l'assurance de qualité pour une éducation de premier cycle. L'université confirme ses efforts importants en 2004 basée sur la compréhension appropriée de trois relations principales: des caractéristiques principales et uniques, l'amélioration des normes académiques et la qualité de l'enseignement, du corps professoral et du personnel administratif. Les principaux objectifs à atteindre en 2004 sont les suivants: établissement  du Plan de développement de l'Institut pour 2004-2010 ; Préparation à l'agrément pour le premier cycle en 2006 ; selon la priorité, résoudre les graves problèmes de qualité de l'enseignement et faire respecter les disciplines universitaires spécialement recommandés par des canaux spécifiques de la recherche scientifique

La mise en place réussie du Centre de formation Asie-Pacifique de l'industrie Zuoyue grâce aux efforts conjoints de l'Institut du commerce extérieur de Shanghai, le Collège Douglas au Canada et Levco International Holdings Company Limited. La cérémonie de signature a lieu à l'Hôtel Longbo. Le centre de formation est conçu pour promouvoir activement le développement sain des petites et moyennes entreprises et à concentrer ses efforts sur diverses formation certifiée dans des domaines tels que les séminaires et conférences, le sujet et les services de formation pour l'industrie manufacturière, aux étudiants sur le campus et d'autres personnes intéressées dans l'industrie manufacturière.
Le salon de la promotion des carrières supérieures de 2005 s'est tenu avec succès dans une petite salle de l'Hôtel Jinjiang. L'université unifie des données pertinentes de tous les étudiants diplômés dans des catégories et des CD à l'usage des employeurs potentiels. Il s'agit d'une innovation efficace de l'université pour promouvoir la marque des talents de l'Institut.
- 2005 - L'université convoque une réunion du personnel de niveau intermédiaire, pour l'examen du projet le plus récent du Plan de développement de l'Institut pour 2004-2010. Cette réunion est un tournant dans la création et la mise en œuvre du plan directeur en vue de l'évaluation de premier cycle ainsi que le lancement de la connotation de développement avec l'université. Les responsables de l'université demandent à tous les participants à la réunion d'unifier la pensée et de mettre en avant la mise en œuvre complète basée sur la compréhension explicite du plan et de la mission future.

L'université convoque une conférence de travail de recherche, ce qui indique l'objectif global du développement du personnel de recherche scientifique : utiliser les études de l'OMC en tant que clef de voûte pour former les caractéristiques spécifiques de recherche ; utiliser l'organisation en équipe de recherche comme une occasion de construire une plate-forme de recherche ; gérer les projets en utilisant comme une clé de voûte pour perfectionner le système de gestion de la recherche ; appliquer les fonctions et les rôles de tous les niveaux de comités de recherche ; constituer la gestion sur la recherche universitaire dans l'Institut. La tenue de cette réunion motive les facultés à mettre en place activement des équipes de recherche et des projets de recherche et donc de développer un environnement positif pour la recherche universitaire.
Les étudiants de l'Institut gagnent le premier prix au 1er concours d'analyse de cas chinois organisé par l'École des affaires de Richard Ivey, au Canada. Ce résultat est une conséquence de la mise en place par l'Institut d'analyses de cas en classe depuis plusieurs années.
L'Institut crée le premier Centre de perfectionnement professionnel en Chine. Yan Junqi, le vice-maire de Shanghai, assiste à la cérémonie d'inauguration. Le Centre est dédié en tant que plate-forme de développement de la carrière de l'étudiant.
À l'occasion du 45e anniversaire de l'Institut, le Centre de services aux étudiants, de Centre de motivation des étudiants et le Centre des entreprises des étudiants sont créés. Li Xuanhai, le secrétaire du Comité municipal de Shanghai du Parti de la Commission pour l'éducation, Zhang Weijiang, le directeur de la Commission municipale de Shanghai pour l'éducation, participent à la cérémonie d'inauguration. La création des trois centres motive l'innovation du mode de l'enseignement collégial, qui représente véritablement l'orientation du principe centré sur l'étudiant.
En 2013, l'Institut du commerce extérieur de Shanghai (上海对外贸易学院, Shanghai Institute of Foreign Trade) change de nom pour devenir l'Université de commerce international et d'économie de Shanghai (上海对外经贸大学, Shanghai University of International Business and Economics).

## Campus et infrastructures
L'Institut est localisé sur deux campus, un à Gubei et l'autre à Songjiang.
Situé dans la ville de l'Université de Songjiang, le campus de Songjiang est le campus le plus moderne de l'université. Il couvre une superficie approximative de 4 500 m2, avec uns surface utile de 100 000 m2 d'infrastructures d'éducation répartie dans une dizaine de bâtiments. Le centre de conférence moderne abrite plus de 100 classes de cours dans différents buts. Occupant un bâtiment emblématique sur le campus de Songjiang, l'élégante Maison des langues et de l'information s'élève sur cinq étages. Elle contient une bibliothèque, un centre de langues, un centre de stage en entreprise, un centre informatique, un centre Internet, un centre de design assisté par ordinateur, ainsi que les salles de conférence. Le campus dispose également d'un stade, un terrain de basket éclairé et un gymnase. La salle de gymnastique spacieuse et moderne comprend des installations comme un centre de fitness et une salle de gymnastique. 
Adjacent à la Zone de développement économique et technologique de Hongqiao, le campus de Gubei couvre environ 4 500 m2. Le campus possède une bibliothèque de cinq étages ; un centre d'enseignement audiovisuel, qui contient un studio de télévision, un laboratoire de langues et des classes de cours multimédia ; le Centre de stage collégial de Shanghai pour les affaires internationales ; un Centre de formation multimédia aux langues, qui est le fruit d'une coopération avec des compagnies étrangères de multimédias ; un Centre informatique ; un centre d'accueil réservé aux experts étrangers, un dortoir pour les étudiants internationaux, un gymnase et une piscine couverte.

## Transport
- la Ligne 9 du métro de Shanghai dessert cette université.